# Рок-Рівер
Рок-Рівер (англ. Rock River) — місто (англ. town) в США, в окрузі Олбані штату Вайомінг. Населення — 211 особа (2020).

## Географія
Рок-Рівер розташований за координатами 41°43′54″ пн. ш. 105°58′31″ зх. д. / 41.73167° пн. ш. 105.97528° зх. д. (41.731739, -105.975146).  За даними Бюро перепису населення США в 2010 році місто мало площу 6,03 км², уся площа — суходіл.

## Демографія
Згідно з переписом 2010 року, у місті мешкало 245 осіб у 94 домогосподарствах у складі 72 родин. Густота населення становила 41 особа/км².  Було 126 помешкань (21/км²).
Расовий склад населення:
| - 91,4 % — білих - 0,8 % — корінних американців - 2,4 % — осіб інших рас |

До двох чи більше рас належало 5,3 %. Частка іспаномовних становила 9,0 % від усіх жителів.
За віковим діапазоном населення розподілялося таким чином: 24,9 % — особи молодші 18 років, 59,6 % — особи у віці 18—64 років, 15,5 % — особи у віці 65 років та старші. Медіана віку мешканця становила 47,5 року. На 100 осіб жіночої статі у місті припадало 109,4 чоловіків;  на 100 жінок у віці від 18 років та старших — 97,8 чоловіків також старших 18 років.
Середній дохід на одне домашнє господарство  становив 50 586 доларів США (медіана — 40 625), а середній дохід на одну сім'ю — 59 105 доларів (медіана — 50 500). Медіана доходів становила 56 250 доларів для чоловіків та 25 865 доларів для жінок. За межею бідності перебувало 2,7 % осіб, у тому числі 0,0 % дітей у віці до 18 років та 10,2 % осіб у віці 65 років та старших.
Цивільне працевлаштоване населення становило 89 осіб. Основні галузі зайнятості: освіта, охорона здоров'я та соціальна допомога — 36,0 %, транспорт — 19,1 %, роздрібна торгівля — 13,5 %, сільське господарство, лісництво, риболовля — 10,1 %.
За даними перепису 2000 року,
на території муніципалітету мешкало 235 людей, було 94 садиб та 67 сімей.
Густота населення становила 38,6 осіб/км². Було 123 житлових будинків.
З 94 садиб у 29,8% проживали діти до 18 років, подружніх пар, що мешкали разом, було 61,7 %,
садиб, у яких господиня не мала чоловіка — 5,3 %, садиб без сім'ї — 27,7 %.
Власники 24,5 % садиб мали вік, що перевищував 65 років, а в 12,8 % садиб принаймні одна людина була старшою за 65 років.
Кількість людей у середньому на садибу становила 2,50, а в середньому на родину 2,99.
Середній річний дохід на садибу становив 24 306 доларів США, а на родину — 31 250 доларів США.
Чоловіки мали дохід 25 250 доларів, жінки — 18 125 доларів.
Дохід на душу населення був 11 602 доларів.
Приблизно 14,1 % родин та 24,2 % населення жили за межею бідності.
Серед них осіб до 18 років було 39,5 %.
Середній вік населення становив 41 років.